# 馬丁·培瑞茲
馬丁·培瑞茲·席曼尼茲（西班牙語：Martín Pérez Jiménez，1991年4月4日—），為美國職棒大聯盟的投手，目前效力於芝加哥白襪。他先前曾效力過遊騎兵、雙城、紅襪、海盜與教士等隊。培瑞茲身高183公分，體重91公斤，是一名左投左打的選手。

## 職業生涯

### 德州遊騎兵

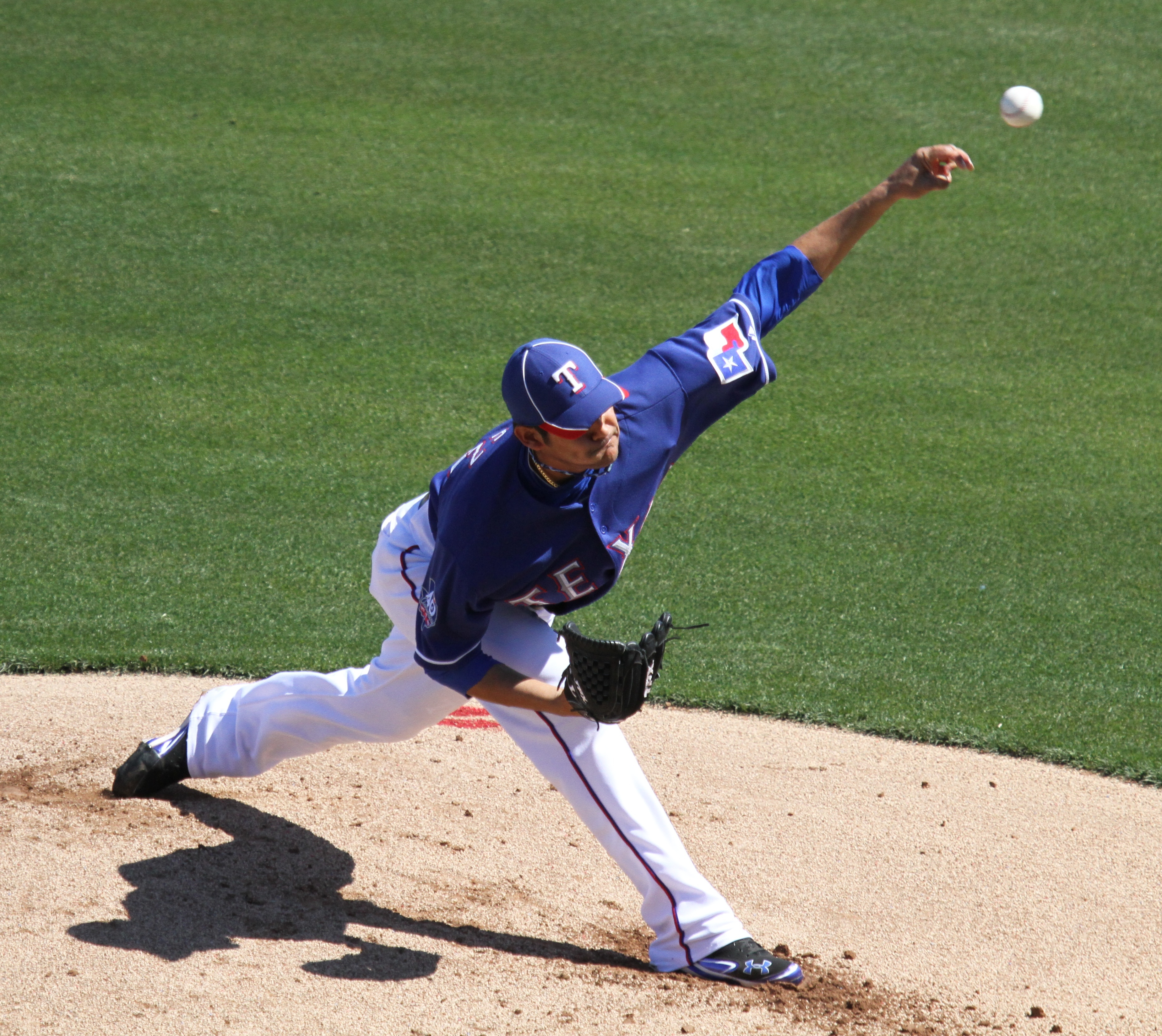
2012年的培瑞茲

2007年，年僅16歲的培瑞茲加入遊騎兵。2012年6月27日，培瑞茲登上大聯盟。他在6月30日完成生涯首先發，主投5.1局失2分。8月1日，球隊為了清出空間給萊恩·丹普斯特，而將培瑞茲下放到3A。
2013年春訓，培瑞茲和Nick Tepesch在競爭五號先發。結果他在3月3日被Brad Miller的平飛球擊中左手前臂，導致他休息好一陣子。他在5月27日傷癒回歸，主投5.1局失4分。整季他先發20場比賽，拿下10勝6敗，防禦率3.62。
2013年11月7日，他和遊騎兵簽下4年1,250萬美元的合約。2014年4月23日，他完成連續2場先發完封勝的成就。不過他在5月19日進行湯米約翰手術，導致剩餘球季報銷。而這個手術也讓他連帶缺席2015年開季。
2016年7月15日，培瑞茲敲出大聯盟首安。整季他拿下10勝11敗，而他發生16次失誤也是投手最多。2017年，他拿下13勝12敗，防禦率4.32，WHIP值1.48為大聯盟投手最高。
2018年4月30日，培瑞茲因手臂感到不適而進入傷兵名單。整季他只拿下2勝7敗，防禦率6.22。

### 明尼蘇達雙城
2019年1月30日，培瑞茲和雙城簽下1年合約。整季他先發29場比賽，WHIP值1.52為全大聯盟最高。最後他拿下10勝7敗，球季結束後成為自由球員。

### 波士頓紅襪
2019年12月19日，培瑞茲和紅襪簽下1年合約。2020年，他先發12場比賽，拿下3勝5敗，防禦率4.50。2021年2月12日，培瑞茲與紅襪續簽1年合約。他在8月以前都是擔任先發，後來才轉為牛棚投手。8月30日，他因為確診COVID-19而進入傷兵名單。整季他拿下7勝8敗，防禦率4.74。他在季後賽出場4場比賽，不過他僅投3局便狂丟5分。11月7日，紅襪隊不執行培瑞茲的合約選擇權，因此他成為自由球員。

### 重返遊騎兵
2022年3月14日，培瑞茲和遊騎兵簽下1年400萬美元的合約。

### 芝加哥白襪
2025年1月8日，培瑞茲與芝加哥白襪簽下一張一年500萬美元合約，加上2026年1,000萬美元共同選擇權或150萬美元合約買斷金。

## 投球風格
培瑞茲的四縫線快速球均速落在93英里，同時他還有曲球和變速球。他不是一名速球型的投手，但他投球的位移軌跡很出色。當初遊騎兵簽下培瑞茲時，給他的評價是實力介於尤漢·山塔納和葛瑞格·麥達克斯兩位強投之間的投手。

## 外部連結
- 球員資訊和成績在MLB ，ESPN ，Retrosheet ，Baseball Reference ，Baseball Reference (Minors) ，Fangraphs ，The Baseball Cube （英文）
- 馬丁·培瑞茲的Instagram帳戶